# 廃黄河
廃黄河（はいこうが）とは、黄河が流路を変えた後に残された旧河道を指す。現存する廃黄河の多くは、1855年（咸豊5年）に起きた黄河大改道によって形成された明清時代の旧河道（明清故道）である。この河道は河南省蘭考県北部から東南方向に流れ、民権県北部、商丘市北部を経て、山東省曹県南部、単県南部、安徽省碭山県北部、蕭県北部、江蘇省徐州市北部、宿遷市南部、淮安市北部を通過する。その後、北東方向へ折れ、漣水県南部、浜海県北部を通り、大淤尖村の廃黄河口から黄海に注ぐ。地図上では、この旧河道の大部分は干上がっており、虚線で描かれている。宿遷市以東の泗陽から淮安にかけての区間には水流があるものの、水深が浅いため航行は不可能である。この区間は「廃黄河」と呼ばれ、多数の橋梁が架けられている。また、淮安市以東では現在「中山河」と呼ばれ、水流が存在している。廃黄河は淮河流域を、淮河と沂沭泗河水系の二つの水系に分断しており、地表から数メートル高い分水嶺を形成している。

## 歴史
1128年（建炎2年）、東京（現在の開封市）を守っていた杜充が金軍の侵攻を防ぐために黄河の堤防を人工的に破壊し、黄河を泗水経由で淮河へ流れ込ませた。この改道によって黄河は従来の渤海へ注ぐ流路から黄海へ注ぐ流路へと変わった。その後、1194年（明昌11年）には黄河の主流が淮河を奪い、それ以降1855年までの661年間にわたり、黄河は泗水、汴水、濉水、潁水、渦河を経て淮河に流れ込むようになる。この現象は「黄河奪淮」として知られる。

## 廃黄河零点
廃黄河零点は当初、1921年11月11日午後5時時点の江蘇省廃黄河口低水面を基準として設定された。その後、平均海水面を新しい零点として使用する方式が採用されるが、元々の基準点は既に失われていて、新旧基準点間の差異は不明であった。その後、導淮委員会は淮陰碼頭鎮の「導淮BM11」の高さ16.967メートルを廃黄河口零点の標高系として代替採用した。中華人民共和国成立後、淮河水利委員会はこの標高系を採用して河南省内で1:10,000の地形図測量を多数実施し、河南省水利庁も淮河流域の測量でこの標高系を使用した。